# Anne-Lou Steininger
Pour les articles homonymes, voir Steininger.
Anne-Lou Steininger, née le 31 mars 1963 à Monthey, est une écrivaine suisse de langue française.

## Biographie
Anne-Lou Steininger naît en 31 mars 1963 à Monthey. Elle vit actuellement[Quand ?] à Genève. Elle est une écrivaine de langue française.
Elle obtient une maturité scientifique au collège de Saint-Maurice puis réalise des études de philosophie, de littérature française et de Sciences Politiques à l'université de Lausanne avant de travailler dans la publicité de 1990 à 1994.
Après un séjour à Bruxelles et à Florence, elle écrit son premier livre La Maladie d'être mouche publié en 1996,.
Elle est la lauréate du prix de la fondation Sandoz en 1998 pour un recueil de récits.
Elle publie Les contes des jours volés chez Bernard Campiche en 2005, ouvrage pour lequel elle reçoit le Prix Michel-Dentan en 2006.

## Distinctions
- Prix Alpes-Jura 1997[1] ;
- Prix d'encouragement de l'État du Valais 1997[1] ;
- Prix de la fondation Sandoz 1998[1],[5] ;
- Prix Fems 1998[4] ;
- Prix de la Société genevoise des écrivains 2001[1] ;
- Prix Michel-Dentan 2006[7].

## Œuvres
- La Maladie d’être mouche, Paris, Gallimard, 1996, 240 p. (ISBN 2070745139)[8] ;
- Le destin des viandes, Lausanne, Éditions d'en bas, 2004, 104 p. (ISBN 9782829003158)[9] ;
- Les contes des jours volés, Orbe, Bernard Campiche, 2005, 220 p. (ISBN 2-88241-158-8)[10].